# مایکل بارون (مجری رادیو)
مایکل بارون (انگلیسی: Michael Barone؛ زادهٔ ۲۸ ژوئن ۱۹۴۶) موسیقی‌دان اهل ایالات متحده آمریکا است. وی از سال ۱۹۶۸ میلادی تاکنون مشغول فعالیت بوده‌است. 